# Charlie Jolley
Charlie Jolley (3 tháng 3 năm 1936 - tháng 3 năm 2014) là một cầu thủ bóng đá người Anh, thi đấu ở vị trí tiền đạo trung tâm ở Football League cho Tranmere Rovers và Chester.